# Quebra-nozes
Quebra-nozes de alavanca com avelãs
Um quebra-nozes é uma ferramenta projetada para abrir nozes quebrando suas cascas. Existem muitos designs, incluindo alavancas, parafusos e catracas. A versão de alavanca também é usada para quebrar cascas de lagosta e caranguejo.

## Usos
Historicamente, as nozes eram abertas com o uso de um martelo e uma bigorna, geralmente feitos de pedra.  Alguns tipos de nozes também podem ser abertas manualmente, segurando a noz na palma da mão e aplicando pressão com a outra palma ou polegar, ou usando outra noz.
Os fabricantes produzem quebra-nozes funcionais modernos, geralmente semelhantes a um alicate, mas com o ponto de articulação na extremidade após o espaço para a noz, e não no meio. Eles também podem ser usados para quebrar as cascas de caranguejo e lagosta para disponibilizar a carne de dentro. O uso de quebra-nozes de alavanca articulada pode remontar à Grécia Antiga.  Há documentação de existirem quebra-nozes na Inglaterra, incluindo nos Contos de Canterbury, e na França no século XIV. O desenho da alavanca pode derivar das pinças dos ferreiros. Os materiais incluíam metais como prata, ferro fundido e bronze, e madeira, incluindo buxo, especialmente os da França e Itália.  Mais raramente eram feitos com porcelana. Muitos dos quebra-nozes entalhados em madeira tinham a forma de pessoas e animais. 
Durante a era vitoriana, frutas e nozes eram apresentadas nos jantares, acompanhados de quebra-nozes ornamentados, muitas vezes banhados a prata.  As nozes são há muito tempo uma escolha popular para sobremesas, principalmente em toda a Europa. Os quebra-nozes eram realmente feitos de metais como o latão, e foi somente em 1800 na Alemanha que a popularidade dos de madeira começou a se espalhar.
O final do século XIX, viu duas mudanças na produção do quebra-nozes: um aumento dos designs decorativos, principalmente dos Alpes, onde eram vendidos como souvenirs, e uma mudança para a manufatura industrial, incluindo a disponibilidade em catálogos, em vez da produção artesanal. Após a década de 1960, a disponibilidade de nozes pré-descascadas diminuiu a popularidade dos quebra-nozes e à queda na tradição de colocar nozes nas meias infantis de Natal.
O quebra-nozes do tipo alicate também é frequentemente usado para quebrar as cascas duras de caranguejo e lagosta cozidos.
Alguns artistas, entre eles o multi-instrumentista Mike Oldfield, já usaram o som que os quebra-nozes fazem como elemento musical.

### Designs alternativos
No século XVII, foram introduzidos quebra-nozes de parafuso que aplicam uma pressão mais gradual à casca, com alguns desenhor semelhantes a tornos. O quebra-nozes com junta de mola foi patenteado por Henry Quackenbush em 1913. Um mecanismo de catraca (do inglês, ratchet), semelhante a um macaco de carro, que aumenta gradualmente a pressão sobre a casca para evitar danificar o cerne da nóz é usado pelo quebranozes "Crackerjack", patenteado em 1947 por Cuthbert Leslie Rimes de Morley, Leeds e exibido no Festival da Grã-Bretanha.   Nozes sem casca ainda são populares na China, onde um dispositivo de chave é inserido na fenda de nozes, nozes e macadâmias e torcido para abrir a casca.